# Foggathorpe
Foggathorpe is een civil parish in het bestuurlijke gebied East Riding of Yorkshire, in het Engelse graafschap East Riding of Yorkshire met 313 inwoners.